# Ланча У10
Ланча У10 или Аутобианки У10 е автомобил, произвеждан от кооперирането на италианските производители Ланча и Аутобианки.

## История
След успешния А112, произвеждан и под логото на Ланча, се взема решение за производство на нов миниавтомобил. Началото е поставено през 1983 г. През 1985 г. У10 е представен официално на Автомобилното изложение в Женева. Малката Ланча е базирана на Фиат Панда. Моделът е със значително подобрени характеристики от предшественика си. Малкият симпатичен автомобил не губи чара си, въпреки промените в дизайна и някои технически особености. Можем да кажем, че този автомобил дава началото на лайфстайл автомобилите. Автомобилът може да бъде разглеждан и като по-луксозна и спортна алтернатива на предлаганите на пазара миниавтомобили. Автомобилът е предлаган в един или два цвята. Днес има различни клубове, които правят срещи, за да покажат, че У10 е още на автомобилния небосклон, като се провеждат състезания и различни мероприятия.

## Дизайн
Ланча/Аутобианки У10 е дело на Джорджето Джуджаро и Пининфарина. Първата версия на модела от 1985 г. е дело на Виторио Джидела от дизайнерския отдел на Фиат. Купето на автомобила има ръбеста форма. Разширено е предното стъкло с цел да бъде с по-голям обзор. Ясно изразена е предната решетка на автомобила. Предните габарити са с квадратна форма. Задните са продълговати и хоризонтално разположени. Характерно за модела е задната врата да е в черен цвят. Автомобилът е произвеждан в различни цветове.

## Производство
Автомобилът е бил произвеждан в главния завод на Фиат в Миафиори, Торино след това в Десио близо до Монца, Италия, в Арезе близо до Милано и в завода Помилияно Д`Арко в Неапол. Ланча У10 във всички свои версии е произведена общо в 890 723 екземпляра. Аутобианки е произведена 243 021 пъти.